# 395 Делія
395 Делія (395 Delia) — астероїд головного поясу, відкритий 30 листопада 1894 року Огюстом Шарлуа у Ніцці.
Названа на честь грецької богині Артеміди, яка мала епітет Делія.